# Municipi de Mazsalaca
El municipi de Mazsalaca (en letó: Mazsalacas novads) és un dels 110 municipis de Letònia, que es troba localitzat al nord del país bàltic, i que té com a capital la localitat de Mazsalaca. El municipi va ser creat l'any 2009 després de la reorganització territorial.

## Ciutats i zones rurals
- Parròquia de Mazsalaca
- Ramatas pagasts (zona rural)
- Sēļu pagasts (zona rural)
- Skaņkalnes pagasts (zona rural)

## Població i territori
La seva població està composta per un total de 4.042 persones (2009). La superfície del municipi té uns 417,9 kilòmetres quadrats, i la densitat poblacional és de 9,67 habitants per kilòmetre quadrat.